# Robert Fleck
Robert William Fleck (Glasgow, 1965. augusztus 11. –) skót válogatott labdarúgó, csatár és edző. 

## Pályafutása

### Klubcsapatban
1983 és 1987 között a Rangers játékosa volt, melynek tagjaként 1987-ben bajnoki címet szerzett. Az 1983–84-es szezonban kölcsönben a Partick Thistle együttesénél szerepelt. 1987 és 1992 között a Norwich City labdarúgója volt és a kásőbbiekben már csak angol csapatokban játszott. 1992 és 1995 között a Chelseat erősítette, de az 1993–94-es idényben, illetve 1995-ben kölcsönben szerepelt, előbb a Bolton Wanderers, majd a Bristol City csapatánál. 1995 és 1998 között ismét a Norwich City játékosa volt. Az 1998–99-es szezonban a Readingben fejezte be a pályafutását. 2000 és 2001 között a Gorlestont irányította játékosedzőként. 

### A válogatottban
1990 és 1992 között 4 alkalommal szerepelt a skót válogatottban. Részt vett az 1990-es világbajnokságon, ahol a Svédország elleni csoportmérkőzésen kezdőként lépett pályára, a Brazília elleni találkozón pedig csereként kapott lehetőséget. Costa Rica ellen nem játszott.

## Sikerei, díjai
Rangers FC
- Skót bajnok (1): 1986–87
- Skót ligakupagyőztes (2): 1986–87, 1987–88